# Эрдэнэбатын Бэхбаяр
Эрдэнэбатын Бэхбаяр (монг. Эрдэнэбатын Бэхбаяр; род. 13 августа 1992) — монгольский борец вольного стиля, призёр чемпионатов мира, чемпион Азиатских игр, чемпион Азии, чемпион мира среди юниоров 2012 г..

## Биография
Родился в 1992 году в Улан-Баторе. В 2015 году стал чемпионом Азии и бронзовым призёром чемпионата мира. В 2016 году принял участие в Олимпийских играх в Рио-де-Жанейро, но стал там лишь 14-м. В 2017 году вновь стал чемпионом Азии и бронзовым призёром чемпионата мира, уступив в 1/4 финала чемпиону мира Юки Такахаси со счётом 4:4. В 2018 году стал чемпионом Азиатских игр.

## Результаты выступлений на чемпионатах мира
- Чемпионат мира по вольной борьбе 2015 г., до 57 кг. :

1. Эрдэнэбатын Бэхбаяр - Баскаков Алексей (Эстония), 10:0 (победа);
2. Эрдэнэбатын Бэхбаяр - Тулбя Геннадий (Монако), 12:1 (победа);
3. Эрдэнэбатын Бэхбаяр - Юки Такахаси (Япония), 2:1 (победа);
4. Эрдэнэбатын Бэхбаяр - Хинчегашвили Владимир (Грузия), поражение по очкам со счётом 2:10;
5. Эрдэнэбатын Бэхбаяр - Артас Санаа (Казахстан), 5:1 (победа).
Итог: Владимир Хинчегашвили - золото, Хасан Рахими - серебро, Эрдэнэбатын Бэхбаяр и Виктор Лебедев - бронза.
- Чемпионат мира по вольной борьбе 2017 г., до 57 кг. :

1. Эрдэнэбатын Бэхбаяр - Жолдошбеков Улугбек (Кыргызстан), 12:0 (победа);
2. Эрдэнэбатын Бэхбаяр - Сюлейман Атлы (Турция), 7:0 (победа);
3. Эрдэнэбатын Бэхбаяр - Юки Такахаси (Япония), поражение по дополнительным критериям со счётом 4:4;
4.  Эрдэнэбатын Бэхбаяр - Сандип Томар (Индия), 10:0 (победа);
5. Эрдэнэбатын Бэхбаяр - Дубов Владимир (Болгария), 9:2 (победа).
Итог: Юки Такахаси - золото, Томас Гилман - серебро,  Андрей Яценко и Эрдэнэбатын Бэхбаяр - бронза.

Он также выиграл схватки у таких сильных соперников, как: чемпион мира среди борцов до 23 лет и панамериканский чемпион Эндрю Ортега Рейнери (кубок мира 2018 г.), чемпион Европейских игр Махир Амирасланов (чемпионат мира 2019 г.), чемпион России Рамиз Гамзатов (международный турнир "Аланы" 2019 г.).